# 시프

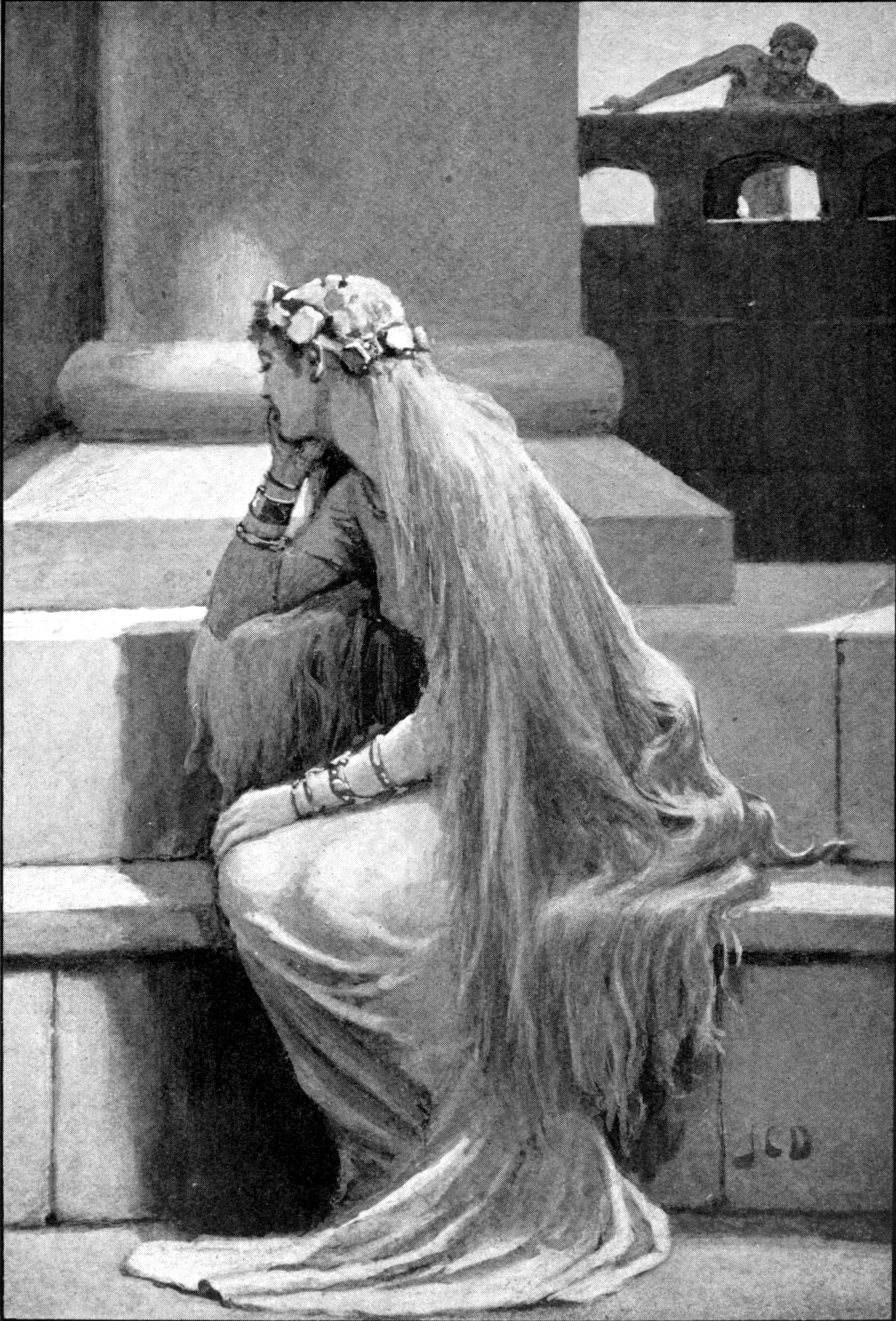

시프(Sif)는 북유럽 신화의 여신으로, 천둥의 신 토르의 아내이자 울르와 스루드의 어머니이다.

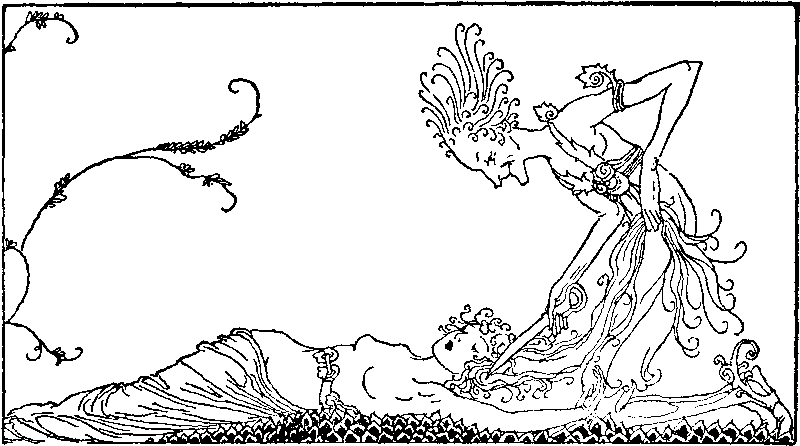
시프를 삭발하는 로키

시프는 본래 황금으로 돼 있는 아름다운 머리가 자랑으로, 에게 떨어져도 머리카락만큼은 누구보다 아름다웠다. 그러나 누구든지 자만하는 것을 싫어하는 로키가 시프가 자는 사이 시프를 삭발해 버렸다.
토르는 화가 엄청나게 나서 로키의 뼈를 다 부숴 버리겠다고 날뛰었다. 로키는 드베르그들을 시켜서 전보다 더 좋은 머리카락을 만들어 줄테니 용서해달라고 빌었다. 성격 좋은 토르는 로키의 말대로 하기로 했다.
로키는 드워프 이발디의 아들들을 시켜 황금으로 만들어진 머리카락을 만들어 왔다. 이 머리카락은 색깔뿐 아니라 진짜 금으로 만들어진 것이었고 진짜 머리카락처럼 자라기까지 했다. 로키는 내친김에 이 금발 외에도 궁니르, 스키드블라드니르, 굴린부르스티, 묠니르, 드라우프니르까지 스바르트알프하임에서 가지고 아스가르드로 돌아오는데, 이 보물들로 인해 드워프들과 시비가 붙어 드워프들에게 목을 내놓게 된다. 그러나 로키는 땅에서도 바다에서도 달리는 구두를 신고 도망쳐 버렸다. (로키가 머리를 걸어 머리만 가질 수 있다는 궤변을 하여 입이 꿰메졌다는 설도 있다.)

## 참고서적
- 《판타지 라이브러리》 제2권 〈켈트·북구의 신들〉

## 같이 보기
- 울르